# Hoher Wald (Rothaargebirge)
Der Hohe Wald ist ein 656,4 m ü. NHN hoher Berg des Rothaargebirges und damit der höchste Berg im Stadtgebiet von Kreuztal sowie der höchste Gipfel im nördlichen Siegerland. Er liegt bei Burgholdinghausen im Kreis Siegen-Wittgenstein und im Kreis Olpe in Nordrhein-Westfalen. Im Kalten Krieg befand sich auf ihm eine Richtfunk-Stellung.

## Geographie

### Lage
Der Hohe Wald ist ein südwestlicher Ausläufer des Rothaargebirges. Er liegt im Naturpark Sauerland-Rothaargebirge zwischen dem Wolfshorn (643 m ü. NHN) und dem Kindelsberg (618,1 m ü. NHN) in Nordrhein-Westfalen. Wenige Meter östlich seines Gipfels, der in der Gemarkung Burgholdinghausen liegt, verläuft die Grenze zwischen dem Kreis Siegen-Wittgenstein im Westen und dem Kreis Olpe mit der Gemarkung Kohlhagen im Osten. Der größte Teil des Berges liegt auf dem Gebiet des Kreises Siegen-Wittgenstein. Der Hohe Wald ist umgeben von den Ortschaften Littfeld und Burgholdinghausen (südwestlich), Rahrbach und Welschen Ennest (nordwestlich), Silberg (nordöstlich) und Müsen (südsüdöstlich).

### Naturräumliche Zuordnung
Der Hohe Wald gehört in der naturräumlichen Haupteinheitengruppe Süderbergland (Nr. 33), in der Haupteinheit Rothaargebirge (mit Hochsauerland) (333) und in der Untereinheit Westrothaarhöhen (333.4) zum Naturraum Brachthäuser Hohe Waldberge (333.40,  siehe Abschnitt im Rothaargebirgsartikel). Seine Landschaft fällt nach Südwesten in der Haupteinheit Siegerland (331) und in der Untereinheit Nordsiegerländer Bergland (331.0) in den Naturraum Littfelder Grund (331.00) ab und nach Nordwesten in der Haupteinheit Westsauerländer Oberland (336) und in der Untereinheit Südsauerländer Bergland (336.2) in die zum Naturraum Fahlenscheid (3362.51) gehörende Rahrbachmulde (3362.510).

### Berghöhe
Der Hohe Wald ist 656,2 m hoch. Etwa 35 m südöstlich seines Gipfels ist auf topographischen Karten ein trigonometrischer Punkt auf 655,4 m Höhe verzeichnet.

### Fließgewässer
Auf dem Nordwesthang des Hohen Waldes entspringen einige Zuflüsse der Littfe, deren Quelle auf dem nördlichen Übergangsbereich zum Wolfshorn liegt, an seinem Südosthang ein Zufluss des vom Heimkhäuser Bach gespeisten Baches Die Heimkaus (Heimkaus; Heiminkhaus), und auf dem östlichen Übergangsbereich zum benachbarten Silberg (547,2 m) das Schladesiepen.

## Schutzgebiete
Auf der Ostflanke des Hohen Waldes liegen das Naturschutzgebiet (NSG) Sellenbruch (CDDA-Nr. 82585; 1942 ausgewiesen; 16,98 ha groß) und das Fauna-Flora-Habitat-Gebiet Dollenbruch, Sellenbruch und Silberbachoberlauf (FFH-Nr. 4914-302; 42 ha), die sich südlich der Ortschaft Silberg befinden. Bis auf seine Südflanke reichen Teile des NSG Grubengelände und Wälder bei Burgholdinghausen (CDDA-Nr. 163392; 1991; 138,60 ha) und des FFH-Gebiets Grubengelände Littfeld (FFH-Nr. 4914-303; 42 ha). Im Osten reichen bis auf die gipfelnahen Hochlagen des Berges Teile des Landschaftsschutzgebiets Kreis Olpe (CDDA-Nr. 555555098; 1984; 262,5674 km²).

## Sendeturm

### Breitband-Netz
Wahrzeichen des Hohen Waldes ist der auf seiner Gipfelregion stehende Sendeturm. Über den Verbundnetzknoten Hoher Wald wird eine Richtfunkstrecke für das Breitbandnetz Südwestfalen betrieben.

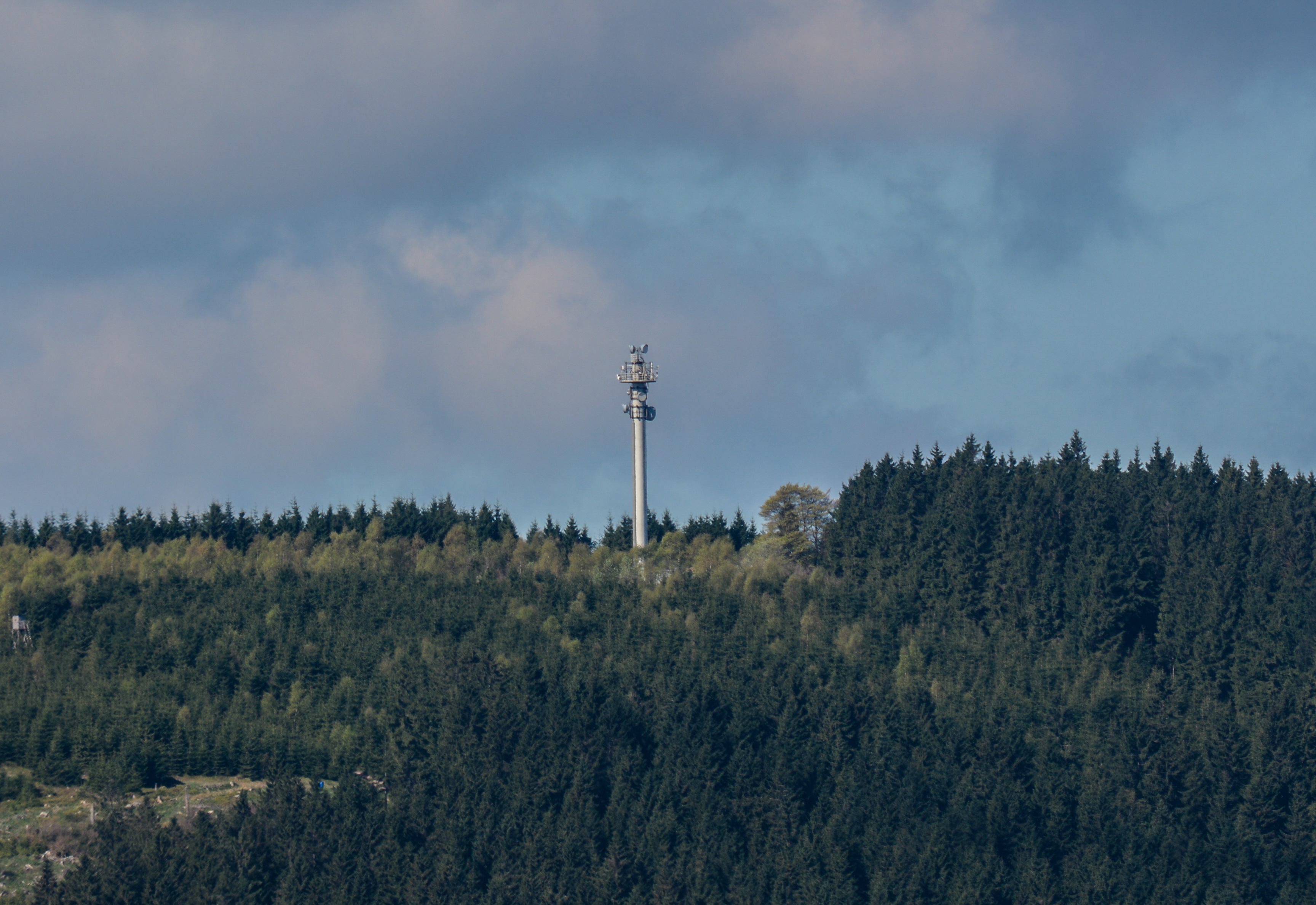
Richtfunkturm Hoher Wald

### Militärische Nutzung
Bis zu den 1990er Jahren befand sich auf dem Hohen Wald eine Richtfunk-Stellung der Luftwaffe. Im Kalten Krieg hatte die Luftwaffe ein eigenes Richtfunksystem aufgebaut und das Gebiet der Bundesrepublik Deutschland flächendeckend mit Richtfunkstationen überzogen. An das Automatische Führungsfernmeldenetz der Luftwaffe (AutoFüFmNLw) waren alle einsatzwichtigen Verbände und Gefechtsstände angeschlossen. Es bestand aus zwei von Nord nach Süd verlaufenden Richtfunktrassen. Kommandobehörden, Verbände, Einheiten, Depots und Gefechtsstände, die nicht direkt in einer dieser Trassen lagen, wurden mit Endtrassen daran angebunden.
Die Fernmeldestationen lagen häufig weitab von herkömmlichen Kasernenanlagen auf landschaftlich hochgelegenen Punkten. Dem Fernmelderegiment 11, zu dem die Richtfunk-Schaltstelle Hoher Wald gehörte, oblag die Führungsunterstützung der Luftwaffe im nördlichen Bereich der Bundesrepublik Deutschland. Nach der Deutschen Einheit und mit der einsetzenden Digitalisierung wurde dieses Netz umgebaut, was zur Schließung der Station auf dem Hohen Wald führte.
Vor der Bundeswehr waren dort belgische Streitkräfte stationiert. Die belgischen Streitkräfte in Deutschland wurden kurz nach dem Ende des Zweiten Weltkriegs in einer Art Korridor am südlichen Rand der Britischen Besatzungszone in Westdeutschland stationiert, entlang einer Linie von Aachen bis Kassel.

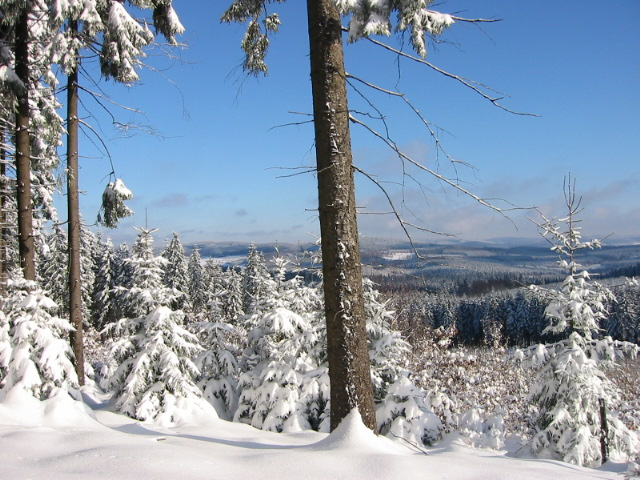
Blick vom Hohen Wald Richtung Giller

## Sonstiges
Auf dem Hohen Wald richtete der Orkan Kyrill im Januar 2007 schwere Schäden an.